# Raisin City
Raisin City és una concentració de població designada pel cens del Comtat de Fresno a l'estat de Califòrnia. Segons el cens del 2000 tenia 165 habitants.

## Demografia
Segons el cens del 2000, Raisin City tenia 165 habitants, 42 habitatges, i 37 famílies. La densitat de població era de 82,7 habitants/km².
Dels 42 habitatges en un 47,6% hi vivien nens de menys de 18 anys, en un 64,3% hi vivien parelles casades, en un 16,7% dones solteres, i en un 11,9% no eren unitats familiars. En l'11,9% dels habitatges hi vivien persones soles el 7,1% de les quals corresponia a persones de 65 anys o més que vivien soles. El nombre mitjà de persones vivint en cada habitatge era de 3,93 i el nombre mitjà de persones que vivien en cada família era de 4,22.
Per edats la població es repartia de la següent manera: un 32,1% tenia menys de 18 anys, un 10,9% entre 18 i 24, un 23,6% entre 25 i 44, un 20% de 45 a 60 i un 13,3% 65 anys o més.
L'edat mitjana era de 30 anys. Per cada 100 dones de 18 o més anys hi havia 100 homes.
La renda mitjana per habitatge era de 24.167 $ i la renda mitjana per família de 23.958 $. Els homes tenien una renda mitjana de 12.083 $ mentre que les dones 25.000 $. La renda per capita de la població era d'11.544 $. Entorn del 17,6% de les famílies i el 21,3% de la població estaven per davall del llindar de pobresa.

## Poblacions properes
El següent diagrama mostra les poblacions més properes.